# Praça de Toiros de Tomar
A Praça de Touros de Tomar, oficialmente Praça de Toiros José Salvador é uma praça de toiros situada em Tomar. Foi inaugurada em 24 de Maio de 1908. Administrativamente encontra-se classificada como de 2ª Categoria. 

## Descrição
A Praça consta de uma construção poligonal, de arquitectura clássica na fachada e no exterior e com ornamentação neo-mudéjar no interior.
Tem uma lotação para 4.492 espectadores.